# Ingrid Pankraz
Ingrid Pankraz (* 28. Oktober 1948 in Gommern als Ingrid Windisch) ist eine ehemalige deutsche Kommunalpolitikerin (SED, PDS) und promovierte Wirtschaftswissenschaftlerin. Sie war im Februar 1990 für wenige Tage Oberbürgermeisterin von Ost-Berlin.

## Leben
Pankraz wuchs in Gommern mit zwei Geschwistern auf; ihr Vater arbeitete u. a. als Hauptbuchhalter bei einem Baubetrieb und führte die Ausbildung seiner Tochter in eine ähnliche Richtung, nachdem sie zunächst Kellnerin hatte werden wollen. Von 1955 bis 1965 besuchte sie die Polytechnische Oberschule in Gommern und absolvierte anschließend bis 1968 eine Berufsausbildung zum Großhandelskaufmann, während der sie auch das Abitur erlangte. Danach begann sie an der Hochschule für Ökonomie Berlin-Karlshorst ein Studium der Fachrichtung Volkswirtschaft und war dort ab 1972 in der Forschung tätig: Im Jahr 1973 wurde ihr das Diplom verliehen, im Oktober 1975 promovierte sie zum Doktor der Wirtschaftswissenschaften. Während ihrer Ausbildung war sie zunächst Mitglied der FDJ und entschied sich anschließend dazu, als Studentin 1971 Mitglied der SED zu werden. Pankraz ist mit einem Diplomingenieur verheiratet und hat zwei Töchter (* 1974 und 1978).

## Beruf
Pankraz begann 1975, als leitende Mitarbeiterin in der Bezirksplankommission von Berlin zu arbeiten. Sie stieg dort im Januar 1979 zur Leiterin des Bereiches Investitionskoordinierung auf und im Oktober 1987 zur Ersten Stellvertreterin des Vorsitzenden der Bezirksplankommission. Am 31. März 1989 wurde sie als Mitglied des Magistrats von Berlin gewählt und als Stellvertreterin des Oberbürgermeisters und Vorsitzende der Bezirksplankommission bestätigt (Nachfolgerin von Wolfgang Puppe), die sie 1990 zum Amt für Regionalentwicklung umbenennen ließ. Am 26. Juni 1989 wurde sie in die SED-Bezirksleitung Berlin kooptiert und zum Mitglied des Sekretariats gewählt.
Als der Oberbürgermeister Erhard Krack am 15. Februar 1990 aufgrund seiner Teilhabe an der Manipulation der Berliner Kommunalwahl 1989 zurücktrat und seine Erste Stellvertreterin Hannelore Mensch bereits in die DDR-Regierung von Hans Modrow gewechselt war, amtierte Ingrid Pankraz für wenige Tage kommissarisch als Oberbürgermeisterin Ost-Berlins. Am 23. Februar wurde sie vom Berliner Runden Tisch und der Fraktion der LDPD als Gegenkandidatin Christian Hartenhauers für die folgende Wahl zur Oberbürgermeisterin nominiert. Obwohl ihr von Seiten der Medien gute Chancen eingeräumt wurden, verzichtete sie auf eine Kandidatur, da sie nicht die erforderlichen Voraussetzungen für das hohe Amt besäße. Somit wählte die Stadtverordnetenversammlung am 27. Februar Hartenhauer zu ihrem Nachfolger.
Pankraz arbeitete bis Mai 1990 weiter als Leiterin des Amtes für Regionalentwicklung, danach in der Verwaltung verschiedener Behörden, bis zum 2. Oktober 1990 unter Manfred Preiß im DDR-Ministerium für Regionale und Kommunale Angelegenheiten, bis zum 31. Dezember 1990 unter Jürgen Klingbeil in der bundesdeutschen Gemeinschaftsstelle der Länder für Landes- und Kommunalfragen und bis Ende Juli 1991 in der Außenstelle Berlin des Bundesministeriums des Innern. Danach wechselte sie auf eigenen Wunsch ins Bankwesen.